# Tiro esportivo nos Jogos Pan-Americanos de 2015 - Pistola 25 m feminino
A categoria da pistola 25 m feminino foi um dos eventos do tiro esportivo nos Jogos Pan-Americanos de 2015, em Toronto. Foi disputada entre os dias 14 e 15 de julho no Pan Am Shooting Centre em Innisfil. 

## Calendário
Horário local (UTC-4)
| Data        | Horário | Fase                       |
| ----------- | ------- | -------------------------- |
| 14 de julho | 13:00   | Qualificação - precisão    |
| 15 de julho | 12:30   | Qualificação – tiro rápido |
| 15 de julho | 15:30   | Semifinal                  |
| 15 de julho | 15:45   | Disputa pelo bronze        |
| 15 de julho | 15:45   | Final                      |

## Medalhistas
| Ouro   | CAN Lynda Kiejko      |
| Prata  | USA Sandra Uptagrafft |
| Bronze | MEX Mariana Nava      |

## Resultados

### Qualificação
| Pos. | Atiradora                   | Nacionalidade                | 8 s | 6 s | 4 s | 8 s | 6 s | 4 s | Total   | Notas |
| ---- | --------------------------- | ---------------------------- | --- | --- | --- | --- | --- | --- | ------- | ----- |
| 1    | Amanda Mondol               | COL Colômbia                 | 97  | 96  | 95  | 93  | 97  | 97  | 575-12x | Q     |
| 2    | Brenda Silva                | USA Estados Unidos           | 96  | 98  | 97  | 95  | 94  | 93  | 573-13x | Q     |
| 3    | Mariana Nava                | MEX México                   | 95  | 93  | 92  | 97  | 95  | 100 | 572-19x | Q     |
| 4    | Lynda Kiejko                | CAN Canadá                   | 94  | 95  | 99  | 93  | 94  | 96  | 571-15x | Q     |
| 5    | Sandra Uptagrafft           | USA Estados Unidos           | 95  | 95  | 95  | 95  | 97  | 94  | 571-08x | Q     |
| 6    | Claudia Hernández           | CUB Cuba                     | 92  | 95  | 94  | 97  | 98  | 93  | 569-12x | Q     |
| 7    | Andrea Pérez Pena           | ECU Equador                  | 95  | 94  | 95  | 95  | 95  | 95  | 569-09x | Q     |
| 8    | Lea Wachowich               | CAN Canadá                   | 94  | 91  | 94  | 97  | 95  | 97  | 568-17x | Q     |
| 9    | Laina Perez                 | CUB Cuba                     | 91  | 97  | 91  | 95  | 95  | 97  | 566-13x |       |
| 10   | Lucia Menendez              | GUA Guatemala                | 96  | 91  | 96  | 94  | 93  | 95  | 565-11x |       |
| 11   | Maria Pia Herrera           | ARG Argentina                | 95  | 94  | 95  | 89  | 93  | 96  | 562-07x |       |
| 12   | Mariana Quintanilla Camargo | PER Peru                     | 92  | 93  | 90  | 97  | 97  | 92  | 561-16x |       |
| 13   | Delmi Cruz                  | GUA Guatemala                | 88  | 91  | 92  | 98  | 96  | 93  | 558-14x |       |
| 14   | Rachel Silveira             | BRA Brasil                   | 92  | 90  | 92  | 89  | 97  | 94  | 554-10x |       |
| 15   | Maribel Pineda              | VEN Venezuela                | 92  | 92  | 95  | 97  | 94  | 82  | 552-09x |       |
| 16   | Editzy Pimentel             | VEN Venezuela                | 90  | 89  | 90  | 96  | 96  | 89  | 550-14x |       |
| 17   | Brianda Rivera              | PER Peru                     | 92  | 86  | 87  | 95  | 95  | 94  | 549-09x |       |
| 18   | Jenny Bedoya                | ECU Equador                  | 89  | 94  | 96  | 88  | 93  | 84  | 544-12x |       |
| 19   | Lilian Castro               | ESA El Salvador              | 91  | 87  | 89  | 94  | 82  | 96  | 539-04x |       |
| 20   | Rosario Piña                | DOM República Dominicana     | 90  | 90  | 90  | 90  | 89  | 88  | 537-05x |       |
| 21   | Karen Nogueina-Gerard       | ISV Ilhas Virgens Americanas | 92  | 93  | 92  | 85  | 92  | 80  | 534-04x |       |

### Semifinal
| Pos. | Atiradora         | Nacionalidade      | 1 | 2 | 3 | 4 | 5 | Total | Desempate | Notas |
| ---- | ----------------- | ------------------ | - | - | - | - | - | ----- | --------- | ----- |
| 1    | Lynda Kiejko      | CAN Canadá         | 1 | 1 | 4 | 4 | 3 | 13    |           | QG    |
| 2    | Sandra Uptagrafft | USA Estados Unidos | 2 | 1 | 4 | 3 | 2 | 12    |           | QG    |
| 3    | Lea Wachowich     | CAN Canadá         | 2 | 3 | 4 | 2 | 0 | 11    |           | QB    |
| 4    | Mariana Nava      | MEX México         | 2 | 4 | 0 | 1 | 3 | 10    | 4         | QB    |
| 5    | Andrea Pérez Pena | ECU Equador        | 2 | 2 | 2 | 1 | 3 | 10    | 1         |       |
| 6    | Brenda Silva      | USA Estados Unidos | 2 | 3 | 0 | 3 | 1 | 9     |           |       |
| 7    | Amanda Mondol     | COL Colômbia       | 1 | 2 | 1 | 1 | 3 | 8     |           |       |
| 8    | Claudia Hernández | CUB Cuba           | 3 | 2 | 1 | 1 | 1 | 8     |           |       |

### Final

#### Disputa pelo bronze
| Pos.              | Atiradora     | Nacionalidade | 1 | 2 | 3 | 4 | 5 | Total | Notas |
| ----------------- | ------------- | ------------- | - | - | - | - | - | ----- | ----- |
| Medalha de bronze | Mariana Nava  | MEX México    | 0 | 2 | 2 | 2 | 1 | 7     |       |
| 4                 | Lea Wachowich | CAN Canadá    | 2 | 0 | 0 | 0 | 1 | 3     |       |

#### Disputa pelo ouro
| Pos.             | Atiradora         | Nacionalidade      | 1 | 2 | 3 | 4 | 5 | Total | Notas |
| ---------------- | ----------------- | ------------------ | - | - | - | - | - | ----- | ----- |
| Medalha de ouro  | Lynda Kiejko      | CAN Canadá         | 1 | 1 | 2 | 1 | 2 | 7     |       |
| Medalha de prata | Sandra Uptagrafft | USA Estados Unidos | 1 | 1 | 0 | 1 | 0 | 3     |       |